# LostWinds
LostWinds es un juego de plataformas/aventura desarrollado por Frontier Develpoments para el servicio de descarga en línea de la consola Wii, WiiWare. Fue lanzado en Norteamérica el 12 de mayo de 2008, y en Europa el 20 del mismo mes, formando parte de los títulos de lanzamiento de WiiWare en ambas regiones. Su coste es de 1000 Wii Points (10€).

## Argumento

### La maldición de Balasar[1]
Hace muchos milenios, los Antiguos convocaron a los doce Espíritus Elementales para que crearan la Isla de Mistralis. Desde la Gran Torre, dirigieron su destino en paz. Pero Balasar, Espíritu del Sol y la Luna, se mostró orgulloso, considerándose un dios sobre todos los demás. Temerosos de su arrogancia, los restantes Elementales forjaron la Piedra Espiritual con la finalidad de encerrar en ella a Balasar para siempre.
La batalla del encierro fue larga, y se llegó a creer que Balasar saldría victorioso; pero agotadas todas las fuerzas y esperanzas, Enril, la Espíritu del Viento, se transformó en tornado, inmovilizando al Elemental del Sol y la Luna y encerrándolo en la Piedra Espiritual, bajo el sacrificio de ser apresada ella misma junto al rebelde.
Una eternidad pasaría con ambos Espíritus confinados en la piedra. Encerrado, la furia de Balasar iría en aumento, convirtiéndolo en una bestia completamente distinta. Su horror le otorgaría con el paso de los siglos nuevo poder, concediéndole la fulminante mirada de un incendiario Sol, y el marchito tacto de una cruel Luna. Llegado el momento, el traidor descubrió un pequeño desperfecto en la piedra, una mínima grieta, pero sobre la que arrojaría toda su furia durante cientos de años.
Balasar logró resquebrajar la Piedra Espiritual, y la enorme explosión se extendió a lo largo y ancho de Mistralis, provocando la ruina de La Gran Torre. Enril, incapaz de controlar por más tiempo a Balasar, perdió su batalla eterna. Abatida tras milenios de enfrentamiento, quedaría encerrada en la roca y su poder dividido en los siete fragmentos en que quedó destruida.
Los otros Espíritus, desalentados por el fracaso, se ocultarían bajo formas mortales, humillados y atemorizados ante un nuevo enfrentamiento contra Balasar. Con el paso de los años, el traidor recuperaría su poder progresivamente, convirtiéndose en el Hechicero de la Oscuridad, creando bestias a su imagen, y sembrando la decadencia y el temor sobre Mistralis. Pronto estaría listo para dirigir su reino oscuro sobre la isla.
Los Espíritus, por largo tiempo encarnados en formas mortales, olvidarían su pasado e incluso su propio ser, bajo la vestimenta de sus comunes vidas. Sólo Enril podría hacer frente de nuevo a Balasar, pero dividida en siete fragmentos, únicamente un héroe podría ayudarla a devolver los vientos perdidos a Mistralis.

### Los vientos perdidos
Un pequeño niño llamado Toku, duerme plácidamente bajo la sombra de un árbol, sin ser consciente que cerca de él descansa uno de los fragmentos de la Piedra Espiritual. En ese momento una brisa le despierta, y le comunica que se trata del espíritu del viento, la cual le suplica ayuda. A Toku se le encomendará la misión de salvar su mundo del vengativo Balasar con la ayuda inestimable de Enril.

## Mecánica
El jugador controla a Toku, pero simultáneamente hace uso del mando de Wii para trazar líneas en la pantalla que controlan los poderes de la espíritu elemental del viento. Enril ayudará a Toku a saltar, vencer o inmovilizar enemigos, y resolver puzles. Un segundo jugador puede unirse también a la partida con un mando adicional para controlar un segundo puntero del viento, permitiendo a Toku volar más lejos, aunque no más alto.
Una búsqueda adicional a la trama central del juego, consiste en encontrar los 24 Melodia Idols, unas estatuillas doradas que se encuentran diseminadas a razón de una por cada pantalla del juego.

## Desarrollo
El origen de LostWinds nace de un foro interno de Frontier denominado "Game of the Week" ("Juego de la semana"), en el que se propuso crear un título que hiciera uso del mando de Wii mediante una tormenta de ideas del equipo técnico de la empresa. El concepto original fue de Steve Burgess, uno de los diseñadores de la empresa británica, mientras contemplaba el viento meciendo las hojas de los árboles. Aquella imagen le hizo pensar en un juego en el que se controlara el viento. A partir de ese momento diseñó diferentes puzles basados en esa idea, a la vez que añadió un segundo personaje, Toku, que fuera impulsado y protegido por el viento.
Al final del juego, un corto epílogo muestra la frase "continuará...", habiendo anunciando Frontier que se está trabajando en la actualidad en una segunda parte.

## Críticas y recibimiento
En general, las críticas vertidas hacia el videojuego han sido favorables, con una puntuación media en Metacritic de 81/100 y en GameRankings de 82/100.
IGN aclamaría el sonido y los gráficos de LostWinds, calificando su presentación de "extraordinaria", y destacando su acción fresca y entretenida, con puzles inteligentes y apropiado sistema de control. No obstante, repararía en lo concerniente a la corta duración del juego, interpelando que podía finalizarse en tres horas, si bien lo pondrían en relación con su ajustado precio y a otros títulos de distribución en tiendas físicas. Eurogamer también aclamaría la presentación, el sistema de control y los puzles, calificándolo de una "pequeña obra maestra", mientras GamePro le otorgaría la máxima calificación, denominándolo como "hermoso y único".
Como contraste, GameSpot lo juzgaría como "rebosante de potencial", pero mostrando su decepción con muchos aspectos del juego, incluyendo su corta duración, y denunciando su falta de energía y personalidad, puntuándolo con una nota de 5.5/10.
Dentro del panorama español, MeriStation lo puntuaría con un 8.5/10, diciendo que "LostWinds puede ser considerado desde ya mismo como uno de los mejores títulos aparecidos hasta la fecha en Wii y la definición perfecta de lo que debe ser un juego para esta plataforma y especialmente para WiiWare".
En contestación a las críticas vertidas por numerosos medios sobre su duración, David Braven declararía que en este aspecto LostWinds ganaría frente a otros títulos recientes de precio convencional y que suelen ofrecer entre cuatro y siete horas de juego.